# Championnat de France de rugby à XIII 2006-2007
Navigation
Édition précédente Édition suivante
Le Championnat de France de rugby à XIII 2006-2007 ou Élite 2006-2007 oppose pour la saison 2007-2008 les meilleures équipes françaises de rugby à XIII au nombre d'onze.

## Déroulement de la compétition

### Classement de la première phase
| Rang | Club                      | J  | V  | N | D  | Pm  | Pe  | Diff | Pts |
| ---- | ------------------------- | -- | -- | - | -- | --- | --- | ---- | --- |
| 1    | S.M. Pia                  | 20 | 17 | 0 | 3  | 838 | 344 | +494 | 54  |
| 2    | Toulouse Olympique XIII   | 20 | 15 | 1 | 4  | 643 | 333 | +310 | 51  |
| 3    | F.C. Lézignan             | 20 | 13 | 1 | 6  | 535 | 357 | +178 | 47  |
| 4    | R.C. Saint-Gaudens        | 20 | 13 | 1 | 6  | 591 | 424 | +167 | 47  |
| 5    | A.S. Carcassonne          | 20 | 12 | 1 | 7  | 614 | 333 | +281 | 45  |
| 6    | XIII Limouxin             | 20 | 10 | 1 | 9  | 490 | 455 | +35  | 41  |
| 7    | Union Treiziste Catalane  | 20 | 10 | 1 | 9  | 518 | 498 | +20  | 41  |
| 8    | Villeneuve R.L.           | 20 | 8  | 1 | 11 | 480 | 477 | +3   | 37  |
| 9    | Villefranche XIII Aveyron | 20 | 4  | 2 | 14 | 471 | 633 | -162 | 30  |
| 10   | R.C. Carpentras           | 20 | 2  | 0 | 18 | 282 | 865 | -583 | 24  |
| 11   | Lyon-Villeurbanne XIII    | 20 | 1  | 1 | 18 | 251 | 994 | -743 | 23  |

|  | Qualifié pour les demi-finales                       |
|  | Qualifiés pour les barrages d'accès aux demi-finales |

Attribution des points : victoire : 3, défaite par plus de 12 points d'écart : 0.

## Phase finale

### 1er tour
| 20 avril 2007 | A.S. Carcassonne | 32 - 11 | Union Treiziste Catalane |  |
| 20 avril 2007 |                  |         |                          |  |
| 20 avril 2007 |                  |         |                          |  |

| 21 avril 2007 | F.C. Lézignan | 49 - 22 | Villeneuve R.L. |  |
| 21 avril 2007 |               |         |                 |  |
| 21 avril 2007 |               |         |                 |  |

| 21 avril 2007 | R.C. Saint-Gaudens | 46 - 12 | XIII Limouxin |  |
| 21 avril 2007 |                    |         |               |  |
| 21 avril 2007 |                    |         |               |  |

### 2e tour
| 5 mai 2007 | R.C. Saint-Gaudens | 31 - 15 | A.S. Carcassonne |  |
| 5 mai 2007 |                    |         |                  |  |
| 5 mai 2007 |                    |         |                  |  |

| 5 mai 2007 | F.C. Lézignan | 44 - 16 | Union Treiziste Catalane |  |
| 5 mai 2007 |               |         |                          |  |
| 5 mai 2007 |               |         |                          |  |

### Phase finale
|  | Demi-finales 13 mai 2007    | Demi-finales 13 mai 2007 |          |    | Finale 27 mai 2007                | Finale 27 mai 2007 |
|  | Demi-finales 13 mai 2007    | Demi-finales 13 mai 2007 |          |    | Finale 27 mai 2007                | Finale 27 mai 2007 |
|  |                             |                          |          |    |                                   |                    |
|  |                             |                          |          |    | stade Michel-Bendichou, Colomiers |                    |
|  |                             |                          |          |    |                                   |                    |
|  | S.M. Pia                    | 30                       |          |    |                                   |                    |
|  | S.M. Pia                    | 30                       |          |    |                                   |                    |
|  | R.C. Saint-Gaudens          | 12                       |          |    |                                   |                    |
|  | R.C. Saint-Gaudens          | 12                       | S.M. Pia | 20 |                                   |                    |
|  | Stade des Minimes, Toulouse |                          | S.M. Pia | 20 |                                   |                    |
|  |                             | F.C. Lézignan            | 16       |    |                                   |                    |
|  | Toulouse Olympique XIII     | F.C. Lézignan            | 16       | 13 |                                   |                    |
|  | Toulouse Olympique XIII     |                          |          | 13 |                                   |                    |
|  | F.C. Lézignan               | 24                       |          |    |                                   |                    |
|  | F.C. Lézignan               | 24                       |          |    |                                   |                    |

## Finale (27 mai 2007)
(mt : 16 - 10)
Points marqués :
- Pia : 4 essais de Piquemal (3e), O'Reilly (8e), Chaubet (13e) et Munieza (50e) ; 2 transformations de Grésèque (8e et 13e) ; 1 carton rouge de Bosnich (31e.)
- Lézignan: 3 essais de Bringuier (22e, 33e et 61e) ; 2 transformations de Tribillac (33e) et Munoz (61e).

Homme du match : Bringuier
Évolution du score : 4-0, 10-0, 16-0, 16-4, 16-10 (mi-temps) ; 20-10, 20-16
Arbitre : M. Mombet 
Spectateurs : 7 882
Composition des équipes :
- Pia : Craig West - Nicolas Piquemal, Josh Tatupu, Florian Chaubet, Stéphane Munieza - Maxime Grésèque (o)(c), Tom O’Reilly (m) - Matthew Kennedy, Franck Traversa, Dean Bosnich, Garreth Turton, Guillaume Knecht, Anthony Léger - Anthony Carrère, Sébastien Martins, Maxime Pradal, Aaron Smith - Entraîneur : Luc Mendez
- Lézignan : Olivier Janzac - Stéphane Selles, Jared Taylor, Cédric Bringuier, Arnaud Vittal - Ian Dunemann (o), Nicolas Munoz (m) - Philippe Laurent, Cédric Lacans, Franck Rovira, David Romero, Mickaël Tribillac, Aurélien Cologni (c) - Nicolas Manessi, Ismaël Navarlas, Alister Brown, Kelvin Mathie - Entraîneur : Didier Foulquier

Pia, tenant du titre, prend rapidement l'avantage au score en menant 16-0 après seulement treize minutes de jeu, assommant moralement Lézignan. Pia use de cette tactique pour vite annihiler tout espoir de revenir pour son adversaire. Cela se déroule parfaitement jusqu'à un geste déplacé de son pilier Dean Bosnich à la 31e minute qui est expulsé définitivement du match. À 12 contre 13, Pia prend alors en main le match et essaie de recoller au score avec un triplé de Bringuier (élu homme du match), mais malgré sa remontée, Pia résiste et s'impose 20-16